# Дейнеко Анатолій Вікторович
Анатолій Вікторович Дейнеко (нар. 22 жовтня 1961, Харків, УРСР) — радянський та український футболіст та тренер, виступав на позиції воротаря.

## Кар'єра гравця
Вихованець футбольної школи «Металіст» (Харків), перший тренер — В. Чаплигін. Футбольну кар'єру розпочав у 1979 році в резервній команді харківського «Металіста». У 1981 році перейшов до запорізького «Металурга», але й у цій команді виступав виключно за резервний склад, допоки в 1985 році не перейшов до рівненського «Авангарду». Наступного сезону перейшов до вінницької «Ниви». У 1989 році отримав запрошення від черкаського «Дніпра», в складі якого й завершив професіональну футбольну кар'єру. Потім виступав в аматорських колективах, у тому числі й черкаській «Рибці» та ФК «Чигирин».

## Кар'єра тренера
По завершенні кар'єри гравця розпочав тренерську діяльність. У березні 1999 року приєднався до тренерського штабу ФК «Черкас», в якому пропрацював до квітня 2001 року. З серпня 2003 по травень 2009 року знову допомагав тренувати воротарів у черкаському клубі, який повернув собі назву «Дніпро» (Черкаси). Після розформування «Дніпра» в 2010 році отримав запрошення від новоствореного клубу «Славутич» (Черкаси), але вже 25 червня 2010 року прийняв пропозицію Анатолія Безсмертного допомагати в тренуванні ФК «Полтави». У червні 2012 року знову перейшов до черкаського «Славутича», а 19 жовтня 2012 року призначений виконувачем обов'язків головного тренера «Славутича». 1 лютого 2013 року був замінений на цій посаді Сергієм Пучковим. Після піврічної перерви, з 1 липня й до кінця 2013 року знову працював у тренерському штабі черкаського клубу.

## Досягнення

### Як тренера
«Дніпро» (Черкаси) (асистент головного тренера)
- Перша ліга чемпіонату України
  -  Бронзовий призер (1): 2000

- Друга ліга чемпіонату України (група В)
  -  Чемпіон (1): 2006